# Восстание племён гереро и нама (1904—1907)
Восстание племён гереро и нама 1904—1907 — восстание коренного населения Юго-Западной Африки (Намибии) против германской колониальной администрации.

## Общий ход и причины восстания

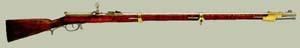
Нама имели на вооружении довольно современное огнестрельное оружие — винтовки систем Маузера (образца 1871 и 1889 года) и Дрейзе (образца 1849 года)

Восстание началось 12 января 1904 года выступлением племён гереро под предводительством Самуэля Магареро. Гереро начали восстание, убив около 120 немцев, включая женщин и детей. Восставшие осадили административный центр Германской Юго-Западной Африки город Виндхук. Однако, получив подкрепление из Германии, германские войска нанесли 9 апреля поражение повстанцам у горы Оньяти, а 11 августа окружили их в районе Ватерберга. Часть гереро была уничтожена в бою, остальные отступили в пустыню, где большинство их погибло от жажды и голода.
Уже после разгрома гереро восстали племена нама (готтентоты). 3 октября 1904 года в южной части страны началось восстание готтентотов во главе с Хендриком Витбооем и Якобом Моренгой. Целый год Витбоой умело руководил боями. После гибели Витбооя 29 октября 1905 года повстанцы, разделившись на мелкие группы, продолжали партизанскую войну вплоть до 1907 года. К концу этого же года большая часть восставших вернулась к мирной жизни, так как они были вынуждены обеспечивать пропитанием свои семьи, а оставшиеся партизанские отряды были вскоре вытеснены за границу современной Намибии — в Капскую колонию, принадлежавшую англичанам.
После подавления восстания большая часть нама была переселена в засушливые бесплодные районы, что стало причиной сокращения их численности. В 1907 году земли гереро и готтентотов были конфискованы, их общинная и племенная организация упразднена.

## Тактика восставших
Готтентоты старались избегать крупных открытых сражений. Ведя бой по схеме «бей-отступай», они достигли определённых успехов. Это немного напоминало тактику буров в англо-бурской войне. О тактике восставших хорошо свидетельствует стихотворение сына Хендрика Виттбооя:

Всадники, сбор!

Выводите коней,

Вооружайтесь, берите патроны,

Все на войну пеший и конный!

Слушайте голос вождя на войне,

Двигайтесь ночью, утром стреляйте!

Пеший и конный, врасплох нападайте!

Не отступайте, братья, в огне!

С флангов врывайтесь в сраженьи жестоком

И возвращайтесь к назначенным срокам.

Вождь! Созывай своих воинов снова.

К битвам грядущим пусть будут готовы.

Клич боевой, и огонь открывается!

Мешкать не надо: враг просыпается…

Огнём атакуйте, колите, рубите,

Бейтесь!!! И клич боевой прекратите…